# Saint Helena Act 1833
Saint Helena Act 1833 eller Government of India Act 1833, brittisk parlamentsakt från 1833. Dess långa titel är "An Act for effecting an Arrangement with the East India Company, and for the better Government of His Majesty’s Indian Territories, till the Thirtieth Day of April One thousand eight hundred and fifty-four."
Bengalens generalguvernör blev genom beslutet generalguvernör av Indien, och först att inneha det nya ämbetet var Lord William Bentinck. Bombays och Madras guvernörer förlorade sin lagstiftande makt. Brittiska Ostindiska Kompaniet blev nu enbart en administrativ organisation, inte en kommersiell som tidigare, då ansvaret för Sankta Helena överfördes till brittiska kronan.

### Fotnoter
1. ↑  ”St. Helena timeline: 1807–1839” (på engelska). Arborealis. Arkiverad från originalet den 5 mars 2016. https://web.archive.org/web/20160305052040/http://www.arborealis.ca/resources/timelines/timeline-for-the-island-of/st-helena-timeline-18071841.html. Läst 8 november 2015.